# Anna Maria Theis-Berglmair

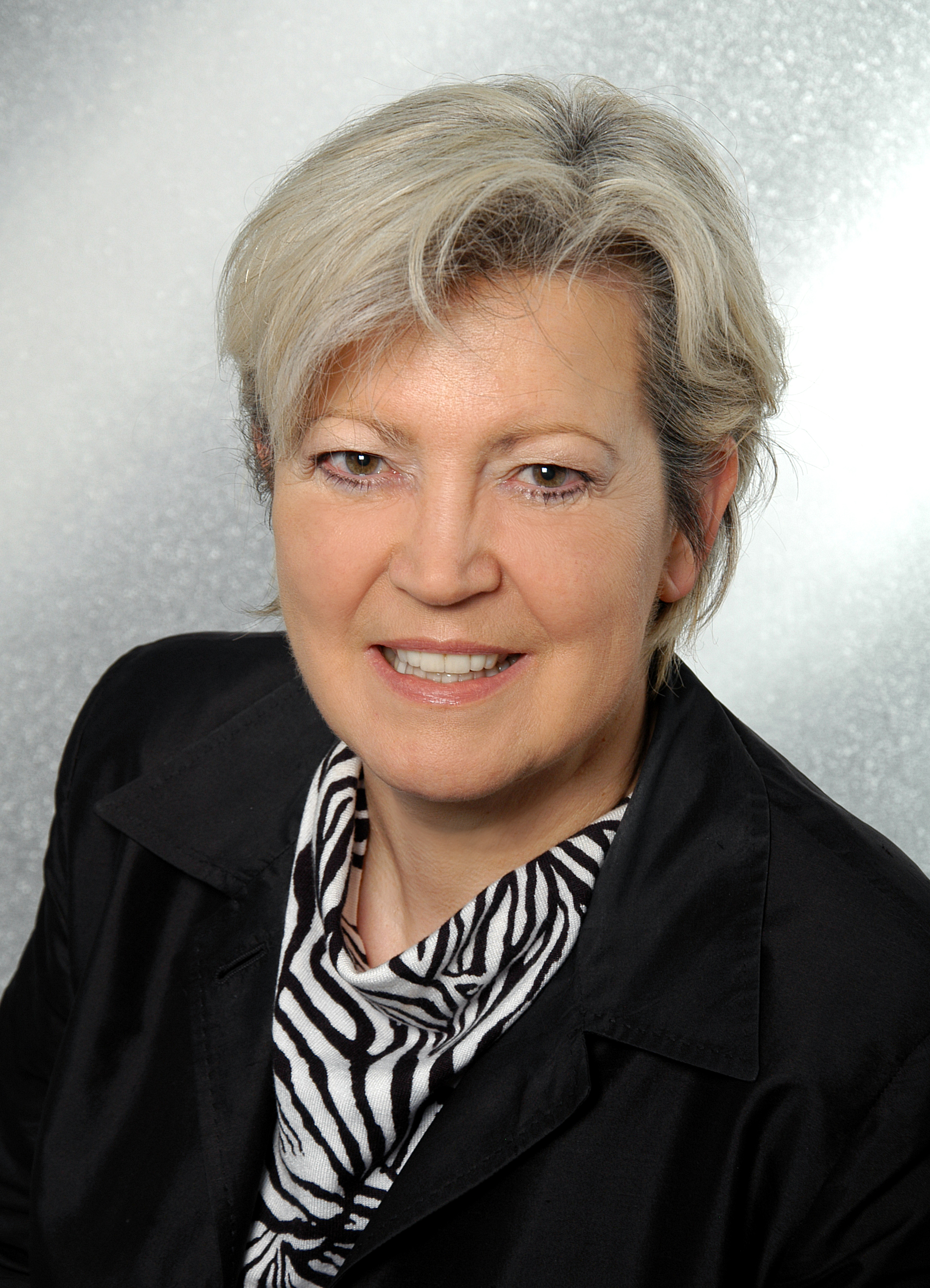
Anna Maria Theis-Berglmair

Anna Maria Theis-Berglmair (* 10. März 1955 in Neuerburg, Deutschland) ist eine deutsche Kommunikationswissenschaftlerin und Soziologin. Sie ist  Professorin für Kommunikationswissenschaft mit Schwerpunkt Journalistik an der Otto-Friedrich-Universität Bamberg. Ihre Forschungsschwerpunkte beinhalten insbesondere die neuen Kommunikationsmedien und die Organisationskommunikation.

## Beruflicher Werdegang
1974 begann Anna Maria Theis-Berglmair an der Universität Trier ein Soziologie-Studium, das sie 1979 als Diplom-Soziologin abschloss. Nach dem Studium blieb sie in Trier und wurde Projektmitarbeiterin am Lehrstuhl für Betriebswirtschaftslehre. Ihr Schwerpunkt war dabei Arbeit, Markt und Konsum. Später wurde sie Projektmitarbeiterin am Internationalen Institut für Empirische Sozialökonomie in Leitershofen.
Von 1982 bis 1990 war Theis-Berglmair wissenschaftliche Mitarbeiterin bzw. Akademische Rätin auf Zeit am Lehrstuhl für Soziologie und Kommunikationswissenschaft an der Universität Augsburg. 1984 promovierte sie mit ihrer Dissertation „Aufklärungskampagnen im Kontext staatlicher Interventionspolitik“.
Von 1991 bis 1993 war Anna Maria Theis-Berglmair Stipendiatin der Deutschen Forschungsgemeinschaft. 1993 schrieb sie ihre Habilitation an der Universität Hamburg im Fachbereich Philosophie und Sozialwissenschaften: „Organisationkommunikation. Theoretische Grundlagen und empirische Forschungen“. Nach ihrer Habilitation arbeitete sie kurzzeitig als Oberassistentin an der Universität Augsburg. 1995 nahm sie eine Vertretungsprofessur für Kommunikationswissenschaften an der TU Dresden wahr.
Seit 1996 ist Theis-Berglmair Professorin für Kommunikationswissenschaft/Journalistik an der Otto-Friedrich-Universität Bamberg. Dort ist sie Leiterin der selbst gegründeten Forschungsstelle „Neue Kommunikationsmedien“. Vom Jahre 1995 bis zum Jahre 1997 war sie Jury-Mitglied der Schader-Stiftung im Bereich „kommunikationswissenschaftliche Arbeiten“. Von 1995 bis 1998 war Theis-Berglmair Stellvertretende Vorsitzende der Deutschen Gesellschaft für Publizistik und Kommunikationswissenschaft (DGPuK). Von 1995 bis 2008 war Theis-Berglmair Leiterin des Selbstverständnisausschusses der Deutschen Gesellschaft für Publizistik und Kommunikationswissenschaft.

## Wissenschaftliche Arbeit
Einer der Forschungsschwerpunkte von Theis-Berglmair sind die „Neuen Kommunikationsmedien“. Schwerpunkt ihrer Forschung sind dabei Fragen, die im Zusammenhang mit dem Aufkommen und der Verbreitung neuer Kommunikationsmittel stehen. Hauptaugenmerk: Internet und Intranet, sowie den neuen Anwendungen der „Social Software“.

## Werke (Auswahl)
Insgesamt veröffentlichte Theis-Berglmair 41 Publikationen (Monographien, Sammelwerke, Aufsätze, Rezensionen).
Monographien
- Organisationskommunikation: Theoretische Grundlagen und empirische Forschungen."2. Auflage (siehe wissenschaftliche Arbeit).[4]
- Massenmedien und politische Steuerung: Aufklärungskampagnen im Kontext staatlicher Interventionspolitik.[5]
- Frauen tendieren dazu, unsichtbare Arbeit zu leisten.[6]

Sammelwerke
- "Publizistik im vernetzten Zeitalter": Den neuen Informations- und Kommunikationstechnologien wird heutzutage die Rolle eines Motors der gesellschaftlichen Entwicklung zugeschrieben. Zum jetzigen Zeitpunkt ist die ganze Tragweite der Veränderungen aber noch nicht ausrechenbar. Dieser Sammelband greift die Erfahrungen derjenigen auf, die in ihrer kommunikationsorientierten Tätigkeit mit informationstechnologischen Veränderungen konfrontiert sind, in ihrer täglichen Arbeit und in der Ausbildung. Neben den veränderten Inhalten, Formen und Texten, die im Zusammenhang mit dem Internet immer wieder genannt werden, geht es um das veränderte Tätigkeitsfeld der Berufskommunikatoren und um alternative Formen der Organisation von Kommunikationsarbeit. Politische und rechtliche Aspekte bilden einen gesonderten Schwerpunkt.[7]

- "Internet und die Zukunft der Printmedien": Das Internet macht traditionellen Medien in vielfacher Hinsicht zu schaffen. Verlage und andere Medienakteure befinden sich in der Situation, in eine Zukunft investieren zu müssen, deren Konturen erst langsam sichtbar werden. In diesem Sammelwerk werden die Ergebnisse verschiedener Empirischen Studien in Zusammenhang gestellt und mit dem Blick auf zukünftige Entwicklungen interpretiert.[8]
- "Medien und Kommunikation in der Wissensgesellschaft": In diesem Sammelwerk geht es um zentrale Aspekte der modernen Wissensgesellschaft (Wandel und gegenwärtiger Stand) . Besondere Aufmerksamkeit gilt dabei Fragestellungen der Politik und Ökonomie in der Wissensgesellschaft, Veränderungen der Organisations- und Unternehmenskommunikation, sowie zum Einsatz von Wikis und anderen kollaborativen Kommunikationsmedien für die Visualisierung, Distribution und Speicherung von Wissen.[9]